# Estat de Khaatumo
L'Estat de Khaatumo (somali: Dowlad Khaatumo; àrab: ولاية خاتمة, Wilāya Ḫātima), oficialment l'Estat de Khaatumo de Somàlia (somali: Dowlad Goboleedka Khaatumo ee Soomaaliya), va ser un protoestat en l'est de Maakhir. Centrat en les províncies de SSC; Sool, Sanaag i Cayn, els seus líders van declarar el territori com a estat autònom en 2012.
El 20 d'octubre de 2017 es va signar a Caynabo un acord amb el govern de Somalilàndia que estipulava la modificació de la constitució somali i la integració de l'organització al govern de Somalilàndia. Això va suposar la fi de l'organització, encara que va ser un fet impopular entre la comunitat dhulbahante.

## Història
Khaatumo deriva del terme khàtima que significa conclusió o acabament. L'objectiu declarat de l'administració és portar el desenvolupament i l'estabilitat a la regió mitjançant l'establiment d'un govern de base local.

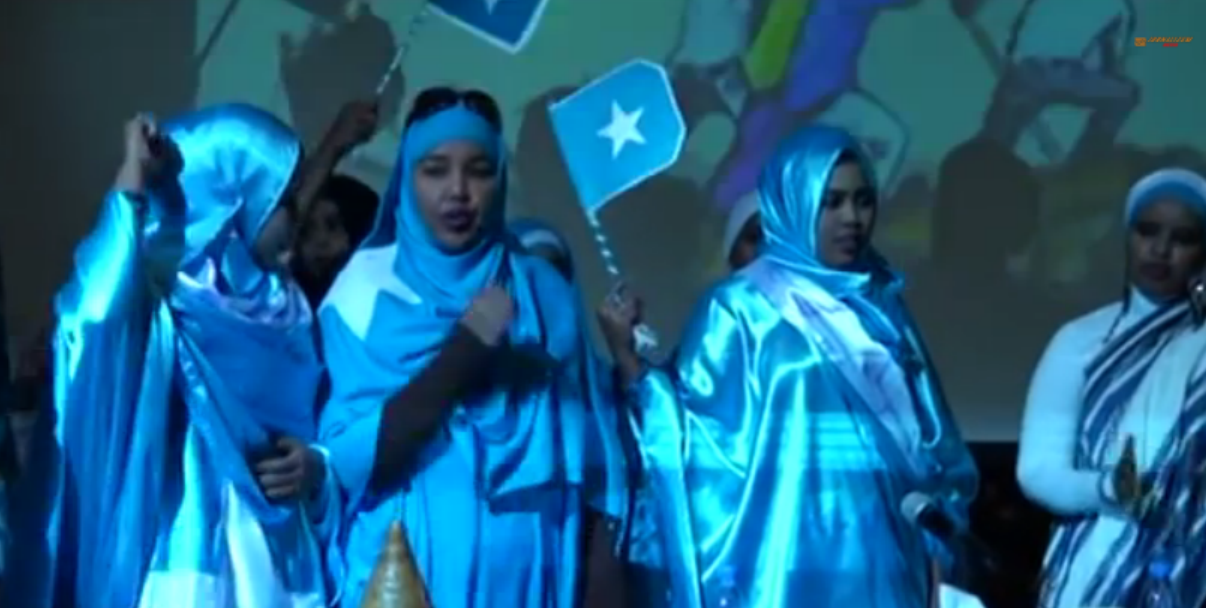
Una cerimònia de proclamació de l'Estat de Khaatumo a Dubai (2013).

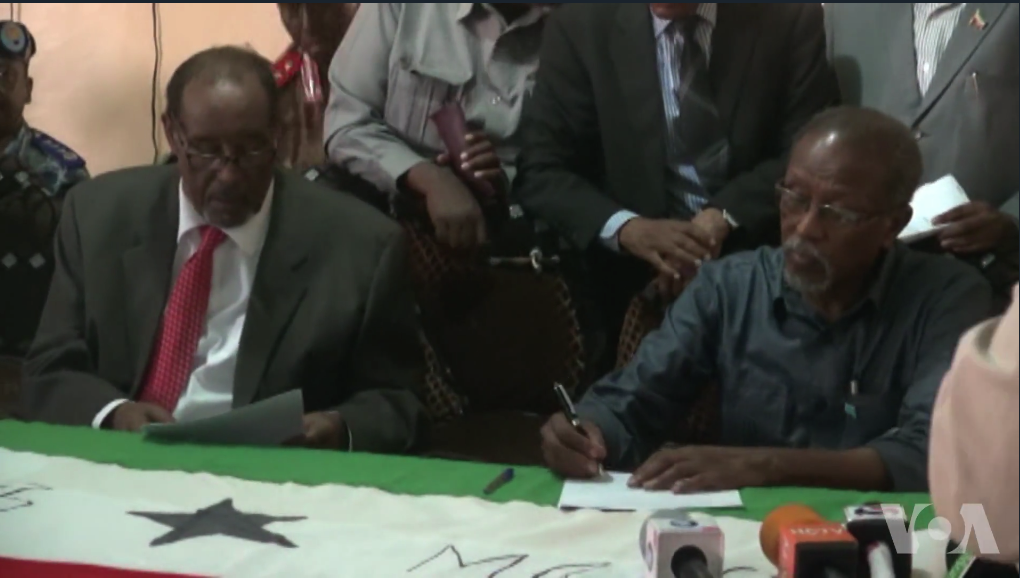
El president Silanyo i Ali Khalif signant l'acord entre Somalilàndia i Khaatumo a Caynabo a l'octubre de 2017

El control del territori li ho disputen l'Estat de Khaatumo (abans HBM-SSC o Hoggaanka Badbaadada iyo Mideynta SSC), la regió autònoma somali de Puntlandia i la República de Somalilàndia. El lema més popular entre els khatumitas oficials és midnimada, que es tradueix aproximadament com a «unitat». Molts habitants s'autodenominaven abans habitants de SSC.
En 2012 es va concretar l'administració de l'Estat de Khaatumo després d'una sèrie de conferències nacionals i estrangeres que van començar en 2007 entre destacades figures polítiques, líders tradicionals i residents locals. La capital del territori estava inicialment a Taleex. Des d'agost de 2014, Las Anod és el centre administratiu declarat de l'Estat de Khaatumo.

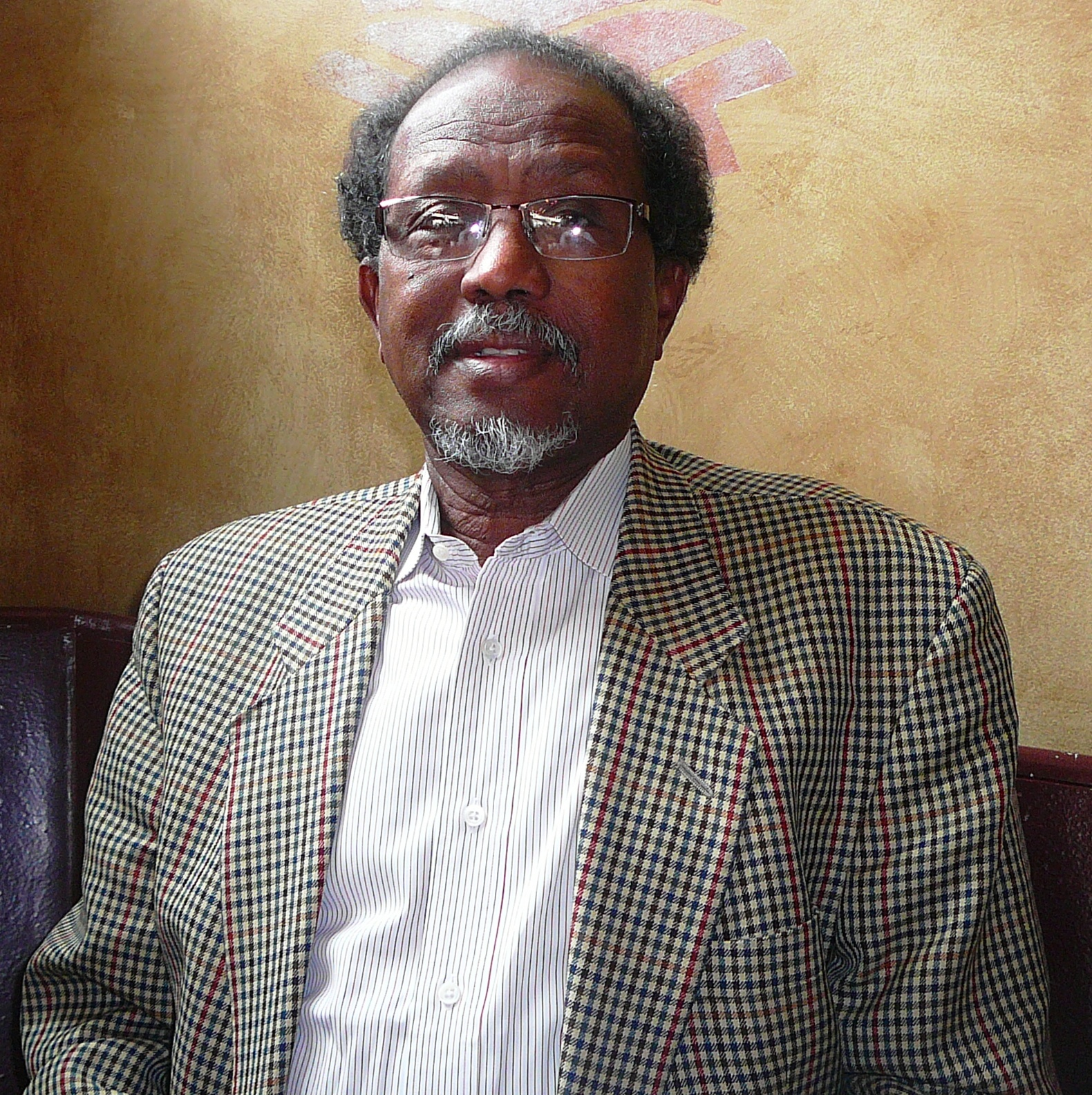
Dr. Ali Khalif Galaid

A l'agost de 2016, l'estat de Khaatumo va iniciar les converses de pau amb Somalilàndia. Les converses, no obstant això, van provocar un important desacord entre el president i el vicepresident de l'administració, Ali Khalif Galaid i Abdulle Agalule respectivament, el que va acabar produint dues administracions separades que reclamaven ser el govern legítim. El grup liderat per Ali Khalif va arribar a un acord amb Somalilàndia, a la ciutat de Caynabo a l'octubre de 2017, que estipulava que sota la condició de canviar la constitució de Somalilàndia, l'organització s'integraria en el govern de Somalilàndia.